# Isla la Fouquets
Île aux Fouquets (o  Ilot Fouquets National Park) también llamada a veces la isla del faro (île au Phare), es una isla rocosa en la bahía de Grand Port, al este de la isla principal de Mauricio y en las inmediaciones del islote Vacoas, hace parte del archipiélago de las Mascareñas. Constituye uno de los parques nacionales del país con una superficie que alcanza las 2,49 hectáreas.